# Regensberg

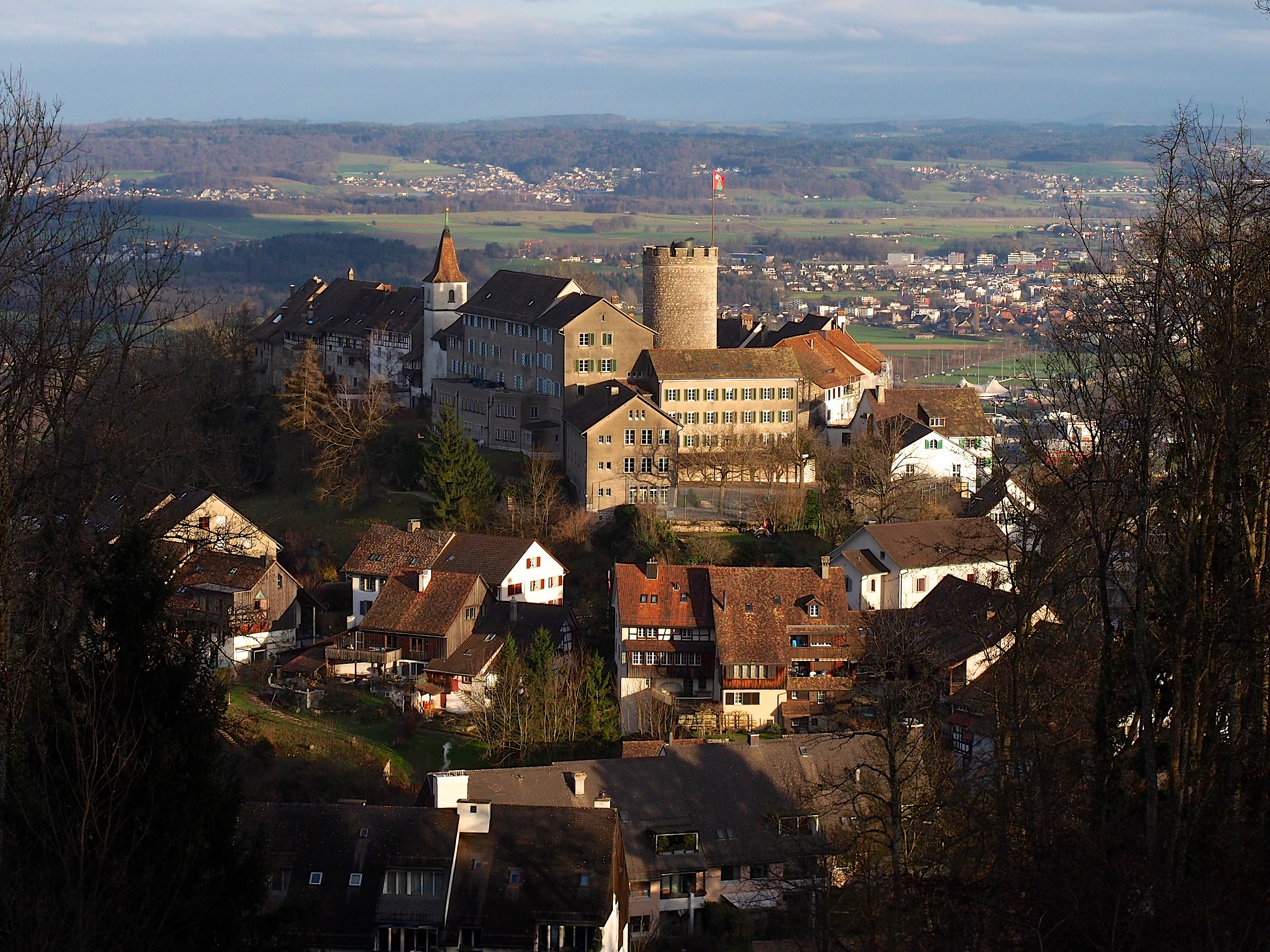

Photo aérienne (1955).

Regensberg est une commune suisse du canton de Zurich, située dans le district de Dielsdorf.

## Histoire
Regensberg a été fondée en 1244,,. Située sur le contrefort oriental du Lägern, elle forme une petite localité homogène qui a conservé son aspect médiéval.

## Monuments et curiosités
- Le château de Regensberg fut jadis la résidence des seigneurs du lieu. Il est composé de deux parties. L'Oberburg, partie fortifiée, est situé en dehors de l'ensemble défensif. L'Unterburg est formé par un donjon rond, forme plutôt inhabituelle dans la région. La partie réservée à l'habitat a été construite au XVIe siècle et servait de résidence aux baillis. Depuis 1883, le château abrite un institut d'éducation[7],[8],[9].

## Personnalités liées à la commune
- Heinrich Angst, premier directeur du Musée national suisse.
- Heinrich Leuthold (1892-1971), numismate.

## Source de la traduction
- (de) Cet article est partiellement ou en totalité issu de l’article de Wikipédia en allemand intitulé « Regensberg » (voir la liste des auteurs).